# Ozarba nairobiensis
Ozarba nairobiensis là một loài bướm đêm trong họ Noctuidae.